# کارآفرینی شرکتی
کارآفرینی سازمانی یا کارآفرینی شرکتی (به انگلیسی: Corporate Entrepreneurship) فرایندی است که فعالیت‌های سازمانی را به سمت خلاقیت، نوآوری، مخاطره‌پذیری و پیش‌تازی سوق می‌دهد.
تحولات و پیشرفت‌های نظری کارآفرینی سازمانی را می‌توان به دهه ۱۹۹۰ میلادی نسبت داد.

## تعریف
کارآفرینی سازمانی فرآیندی است که سازمان طی می‌کند تا همه کارکنان بتوانند در نقش کارآفرینان انجام وظیفه کنند و تمام فعالیت‌های فردی یا گروهی را به‌طور مستمر، سریع و راحت در سازمان مرکزی به ثمر برسانند. هنگامی که فعالیت کارآفرینی توسط فرد یا گروه کارآفرین در داخل یک سازمان انجام بگیرد، به آن کارآفرینی سازمانی گویند.
نتیجه این نوع کارآفرینی معمولاً ایجاد یک واحد سازمانی جدید در داخل سازمان، طراحی و عرضه محصولات یا خدمات جدید و ایجاد ارزش‌های نوین مانند شبکه‌های توزیع مدرن، شیوه‌های بازاریابی مبتنی بر شبکه‌های اجتماعی و اینترنت و غیره، برای سازمان می‌باشد.
همچنین می‌توان ادعا کرد کارآفرینی سازمانی فرایندی است که از راه القای فرهنگ کارآفرینانه در یک سازمان به ارائه نوآوری در محصول و فرایندها می‌انجامد.
البته واژه کارآفرینی سازمانی را نخستین بار «پینکات» (۱۹۷۸ میلادی) به کار برد و در آن زمان به کارآفرینان سازمان‌های بزرگ، کارآفرینی سازمانی گفته می‌شد اما با گسترش روزافزون کارآفرینی در سازمان و پیشرفت‌های شگرف سازمان‌ها به دلیل اجرایی کردن کارآفرینی، مفاهیم و تعاریف آن نیز دستخوش تغییرات شده و به مرحله ای از بلوغ و تکامل دست یافت.

## فرایند کارآفرینی سازمانی
مراحل کارآفرینی سازمانی از سازمانی به سازمان دیگر و از ایده ای تا ایده دیگر تفاوت دارد و نمی‌توان فرمول ثابت و استانداردی برای آن ترسیم نمود، اما مراحل و اصول مشترکی در فرایند کارآفرینی سازمانی و رفتارهای کارآفرینان دیده شده‌است از جمله مراحل چهارگانه ذیل که کانتر ارائه داده است.

### معین کردن مسئله و شکل گیری ایده جدید
اولین مرحله کارآفرینی درون سازمانی، تشخیص و تعیین موضوع، مسئله یا ایده ایست که برای آشکار شدن و جمع‌آوری اطلاعات آن ممکن است ماه‌ها یا حتی سال‌ها وقت لازم باشد. کارآفرینان سازمانی باید در این مرحله نه فقط به صدای درون خود گوش دهند بلکه با دیگران نیز مشورت کنند و از آن‌ها نیز چیزهای یاد بگیرند مثلاً از مشتریان و رقبا و غیره.

### تشکیل ائتلاف و اتحاد
در سازمان‌های بزرگ، کارآفرینان برای ادامه و اجرای کار احتیاج به حمایت‌های مالی و قانونی مدیران دارند و باید سعی کنند از طریق ارتباط با دیگران، مهارت‌ها و سوابق خود با افراد، ریسک کار خود را برای سازمان توجیه کنند و در واقع ایده اشان را به سازمان بقبولانند یا به اصطلاح بفروشند.

### تکمیل امکانات و تکمیل ایده جهت اجرا
کارآفرینان جهت تجهیز و تکمیل ایده به منظور اجرای ایده، تیم کاری تشکیل داده و فعالیت می‌کنند. این مرحله نیز در سازمان‌های سنتی با موانعی از قبیل فرهنگ و ساختار سازمانی نامناسب، توانمند نبودن کارکنان، تضاد و دخالت زیاد، فقدان اطلاع صحیح، و نبودن شور و هیجان و تعهد قوی در کارکنان روبه روست.

### برداشت و جانشینی
در این مرحله اگر پروژه مراحل قبلی را با موفقیت پشت سر گذاشته باشد، باید محصول یا فرایند جدید در سازمان به صورت عادی و طبیعی درآید و از این پس نیاز است تا بهره‌وری و ثبات را با مهارت‌های مدیریتی افزایش داد. معمولاً کارآفرینان علاقه ای به ماندن در این وضعیت ندارند و ادامه کار را به دیگری واگذار می‌کنند.

## تفاوت کارآفرینی فردی و کارآفرینی سازمانی
برخی از صاحب نظران معتقدند که کارآفرینی سارمانی فرآیندی است که از طریق محصولات، فرایندها و ایده‌های جدید در سازمان به اجرا گذاشته می‌شود و توسعه می‌یابد. از این رو فرایند کارآفرینی سازمانی به کلی با فرایند کارآفرینی فردی و مستقل تفاوت دارد و تفاوت در وضعیت محیطی آن‌ها برای هر یک مزیت‌ها و معایبی را به وجود می‌آورد.
یکی از تفاوت‌های مهم در این است که اقدامات کارآفرینی فردی «ایجادی» است، در حالی که کارآفرینی سازمانی اغلب متوجه «بازیابی» است. همچنین تفاوت دیگر میان کارآفرینی فردی و سازمانی در رقیبان شرکت است. در کارآفرینی فردی، رقیب، بازار می‌باشد. کاری که کارآفرین مستقل انجام می‌دهد، برطرف کردن موانع موجود در بازار برای بقا و رقابت است. اما در مورد کارآفرینی سازمانی، فرهنگ شرکت، رقیب اولیه می‌باشد. تفاوت دیگر در این است که سازمان می‌تواند در زمان بحران مالی از منابع مالی شرکت‌های مادر استفاده نماید ولی فرد کارآفرین یا باید از ثروت شخصی خود استفاده نماید یا از سایر منابع خارجی استفاده نماید که این امر خود با مشکلات فراوانی همراه است. فرایند کارآفرینی سازمانی در مقایسه با فرایند کارآفرینی فردی دارای نقاط اشتراک و افتراق زیادی است. مثلاً هر دو بر نوآوری تأکید می‌کنند، هدف هر دو ایجاد محصولات یا خدمات با ارزش افزوده است و خطر پذیری هر دو زیاد است؛ ولی در کارآفرینی فردی بر روی سرمایه و وقت کارآفرین ریسک می‌شود در حالی که در کارآفرینی سازمانی با اقدام به تولید محصولات جدید، بر روی سرمایه شرکت ریسک می‌شود.

## کار آفرینی درون سازمانی
هنگامی که فعالیت کارآفرینی توسط فرد یا گروه داخل یک سازمان انجام گیرد، به آن کارآفرینی درون سازمانی (به انگلیسی: Intrapreneurship) گفته می‌شود. فرآیندی که کارآفرین با زحمت بسیار و معمولاً بدون حمایت و رضایت سازمان طی می‌کند تا فعالیت کارآفرینانه ای را در سازمانی که معمولاً سنتی و بروکراتیک است، به ثمر برساند. کارآفرینی درون سازمانی به شدت در فعالیت‌های کارآفرینانه و نیز جهت گیری‌های مدیریت ارشد سازمان بازتاب می‌یابد. این تلاش‌های کارآفرینانه، چهار عنصر کلیدی را شامل می‌شوند، که عبارتند از اقدام به فعالیت‌های کارآفرینانه اقتصاد نوپا، ابداع و نوآوری، نوسازی خویشتن و در نهایت تأثیرگذاری.
کارآفرینی درون سازمانی با کارآفرینی سازمانی، که در آن محصولات یا فرآیندهای نوآوری شده از طریق القا و ایجاد فرهنگ کارآفرینانه در یک سازمان از قبل تأسیس شده به ظهور می‌رسد، تفاوت دارد. به عبارت دیگر، کارآفرینی سازمانی شامل پرورش رفتار کارآفرینانه در سازمانی است که قبلاً تأسیس شده، و فرآیندی است که محصولات (خدمات) یا فرآیندهای نوآورانه و خلق فرهنگ کارآفرینانه در یک سازمان ایجاد می‌کند، در حالی که در کارآفرینی درون سازمانی اینگونه نیست و کارآفرین به تنهایی ایده خود را پیش می‌برد.